# William Chase Walcott
William Chase Walcott (* Oktober 1837 in Barbados; † 29. November 1888 in London) war ein barbadisch-britischer Journalist, Jurist und Politiker.

## Leben
Walcott wurde um Oktober 1837 in Barbados als Sohn der Händlers William Walcott geboren und zog Anfang der 1860er Jahre nach Freetown in Sierra Leone, wo er zunächst als Schulmeister arbeitete.
Bald wandte er sich dem Journalismus zu, gab mehrere Zeitungen heraus und wurde 1864 der erste Sekretär der Handelskammer von Sierra Leone (Sierra Leonean Chamber of Commerce). Mitte der 1860er Jahre reiste er nach London, um sich zum Anwalt ausbilden zu lassen. Nach seiner Rückkehr nach Freetown begann er, als Anwalt zu praktizieren, doch im November 1868 wurde er des Meineids angeklagt. Als der Fall im Januar 1869 vor Gericht kam, argumentierte der Anwalt der Königin, dass er eine falsche eidesstattliche Erklärung abgegeben hatte, und er wurde kurzzeitig suspendiert, dann aber wieder in die Anwaltsliste aufgenommen.
Walcott war in Sierra Leone eng mit Major Alexander Bravo, einem ehemaligen Polizeirichter, verbunden gewesen, und als Bravo 1869 zum amtierenden Verwalter von Gambia ernannt wurde, zog Walcott nach Bathurst, wo er eine Anwaltskanzlei einrichtete und kurzzeitig als amtierender Oberrichter  fungierte. Walcott unterstützte die erste Petition gegen die vorgeschlagene Abtretung von Gambia nach Frankreich, die von der Gemeinschaft der befreiten Afrikaner in Bathurst im April 1870 verfasst wurde; Gouverneur A. E. Kennedy glaubte, dass er sie tatsächlich verfasst hatte, ebenso wie eine Petition aus dem Jahr 1871, in der der Zustrom von Sierra-Leonern nach Gambia kritisiert wurde.
Walcott zog 1876 nach London und war 1875–76 nicht mehr aktiv an der Opposition gegen die Abtretung beteiligt. Anfang der 1880er Jahre kehrte er jedoch nach Gambia zurück, obwohl er weiterhin regelmäßig nach England reiste. Er setzte seine Tätigkeit als Anwalt fort und trat in den 1880er Jahren in einer Reihe von viel beachteten lokalen Fällen auf. Außerdem nahm er seine frühere journalistische Tätigkeit wieder auf und gründete und redigierte am 23. Januar 1883 die erste substantielle Zeitung Gambias, The Bathurst Observer and West African Gazette. Die Zeitung äußerte sich gelegentlich kritisch über die Regierungspolitik, insbesondere über die Ernennung von J. D. Richards zum ersten afrikanischen Mitglied des Legislativrats durch Administrator V. S. Gouldsbury im Jahr 1883.
Ende der 1880er Jahre war Walcott, der im Mai 1886 der erste Präsident der Handelskammer von Bathurst geworden war, bei der gambischen Regierung hoch angesehen, und der Administrator G. T. Carter hielt ihn für ein geeignetes inoffizielles Mitglied des Legislativrats. Doch bevor er dieses Amt antreten konnte, starb er am 29. November 1888 in St Pancras, London. Mit seinem Ableben wurde auch der Bathurst Observer eingestellt.